# Tatyshlinsky (huyện)
Huyện Tatyshlinsky (tiếng Nga: Татышлинский райо́н, Tatyšlinskij rajon; tiếng Bashkir: Тәтешле районы, Täteşle rayonı) là một huyện hành chính tự quản (raion), của Bashkortostan, Nga. Huyện có diện tích 1383 kilômét vuông, dân số thời điểm ngày 1 tháng 1 năm 2000 là 26200 người. Trung tâm của huyện đóng ở Verkhniye Tatyshly.